# Ab Plugboer
Albert (Ab) Plugboer (Edam, 26 maart 1964) is een Nederlands voormalig voetballer en huidig voetbaltrainer.
Plugboer speelde in de jeugd bij EVC en kwam in 1983 in het reserveteam van FC Volendam. Op 26 februari 1984 maakte Plugboer zijn debuut in het eerste elftal van FC Volendam tegen PSV. Hij werd als middenvelder al snel basisspeler en hij verliet Volendam in 1989 om bij SVV te gaan spelen, waarmee hij direct kampioen van de eerste divisie werd. Na één seizoen in Schiedam ging hij voor FC Utrecht spelen. In de winterstop van het seizoen 1995/96 keerde hij terug bij FC Volendam, waar hij in het seizoen 1997/98 zijn loopbaan besloot. In totaal speelde hij 388 competitiewedstrijden waarin hij 25 doelpunten maakte. Plugboer speelde nog bij de amateurs van SV Huizen en FC Omniworld in de Hoofdklasse.
Bij Omniworld begon hij in januari 2002 ook met trainen. Hij werd toen aangesteld als hoofdtrainer en beëindigde zijn spelersloopbaan. In 2004 keerde hij terug in de jeugdopleiding van Volendam. In het seizoen 2006/07 werd hij assistent-trainer bij FC Volendam. Na het vertrek van hoofdcoach Edward Sturing in februari 2010 werd Plugboer van het eerste elftal afgehaald. In dezelfde maand slaagde hij voor het diploma Coach Betaald Voetbal. Hij nam zijn hoogste trainersdiploma in ontvangst op 17 februari 2010. Inmiddels is hij jeugdtrainer bij FC Utrecht.